# Reindert Brasser
Reindert Brasser   (Amsterdam, 20 de novembre de 1912 - Amsterdam, 30 d'agost de 1999) fou un atleta neerlandès, especialista en el decatló i les curses de tanques, que va competir durant les dècades de 1930 i de 1940.
El 1936 va prendre part en els Jocs Olímpics d'Estiu de Berlín, on disputà dues proves del programa d'atletisme. Fou cinquè en el decatló i dotzè en el salt d'alçada. El 1938 guanyà una medalla de bronze en la cursa dels 110 metres tanques al Campionat d'Europa d'atletisme, rere Donald Finlay i Håkan Lidman.
Gràcies a la seva versatilitat va guanyar nombrosos campionats neerlandesos: en els 110 metres tanques (1937 a 1939), salt d'alçada (1933, 1934 i 1936), llançament de disc (1927, 1946 i 1947) i en decatló (1934, 1935 i 1937). També va guanyar el Campionat de Gran Bretanya (AAA) en els 120 iardes tanques el 1939, així com el campionat AAA en llançament de disc el 1946 i el 1947. Va millorar el rècord nacional dels 110 metres tanques en tres ocasions, dues el de salt d'alçada i tres el de decatló.

## Millors marques
- 110 metres tanques. 14.5" (1939)
- Salt d'alçada. 1,946 metres (1935)
- Decatló. 7.046 punts (1936)[6]